# Feliniopsis quadrispina
Feliniopsis quadrispina är en fjärilsart som beskrevs av Holloway 1979. Feliniopsis quadrispina ingår i släktet Feliniopsis och familjen nattflyn. Inga underarter finns listade i Catalogue of Life.